# 北海道酪農公社
株式会社北海道酪農公社（ほっかいどうらくのうこうしゃ）は北海道江別市にある乳業メーカー。日本酪農協同（株）のグループ会社。
日本で現存する数少ないテトラ・クラシック製造メーカーでもある。

## 沿革
- 1979年11月 生産者によって設立

## 事業所
- 本社・工場 北海道江別市工栄町16番地

## 主な商品
- 牛乳類
- 生クリーム
- バター、チーズ

## 関連事項
- 日本酪農協同株式会社
- 北海道乳業協会
- 全国乳業協同組合連合会